# Klarabergsleden

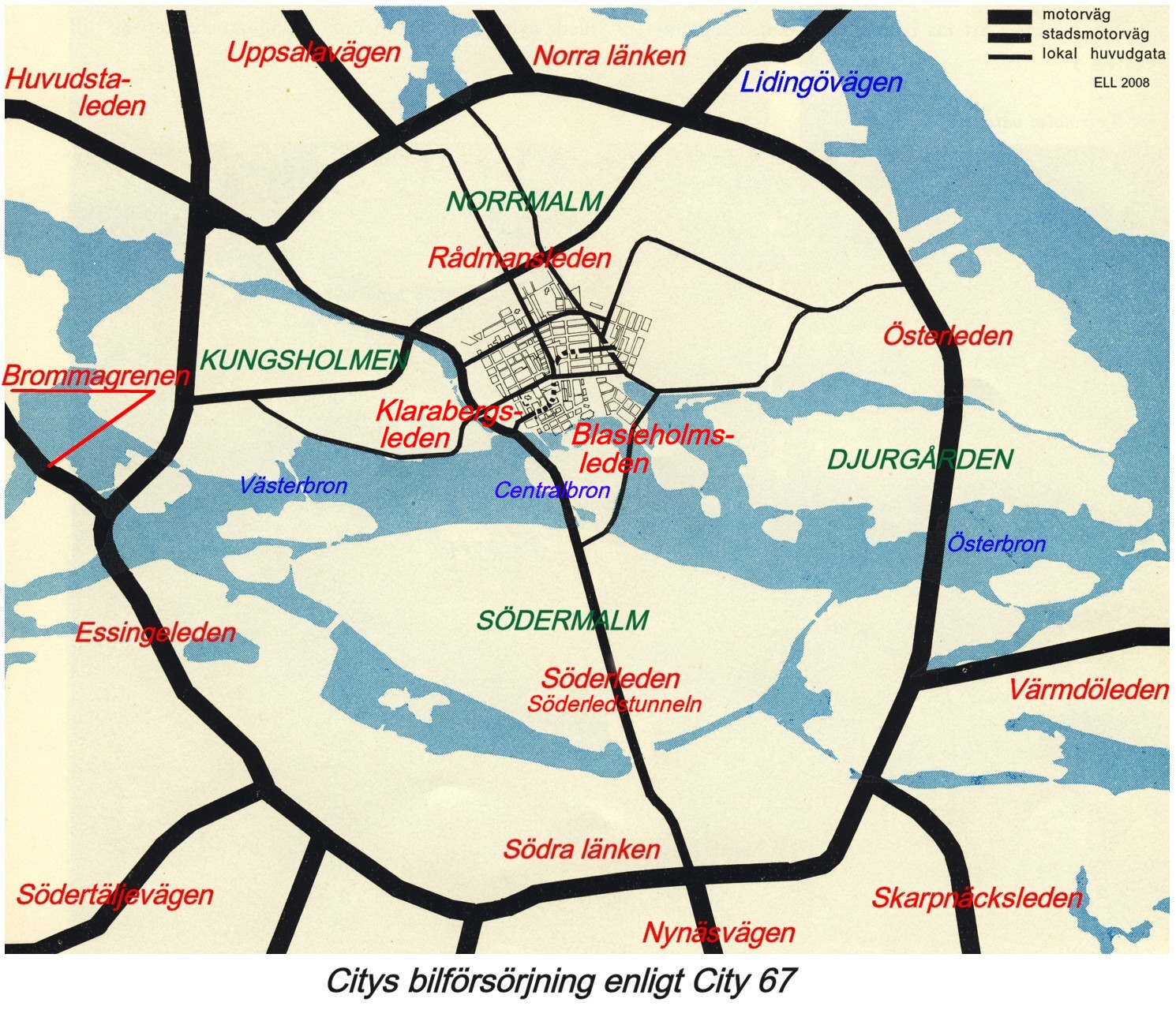
Klarabergsleden enligt "City 67".

Klarabergsleden var en planerad öst-västlig huvudtrafikled genom sydvästra Norrmalm  och östra Kungsholmen i Stockholm. Planerna att bygga denna led skrinlades 1974.
Redan 1928 diskuterades Klarabergsleden, som en öst-västlig trafikförbindelse genom Stockholms centrala delar. Leden blev första gången fastställd i en stadsplan 1932. Ledens bredd bestämdes då till 18 meter.

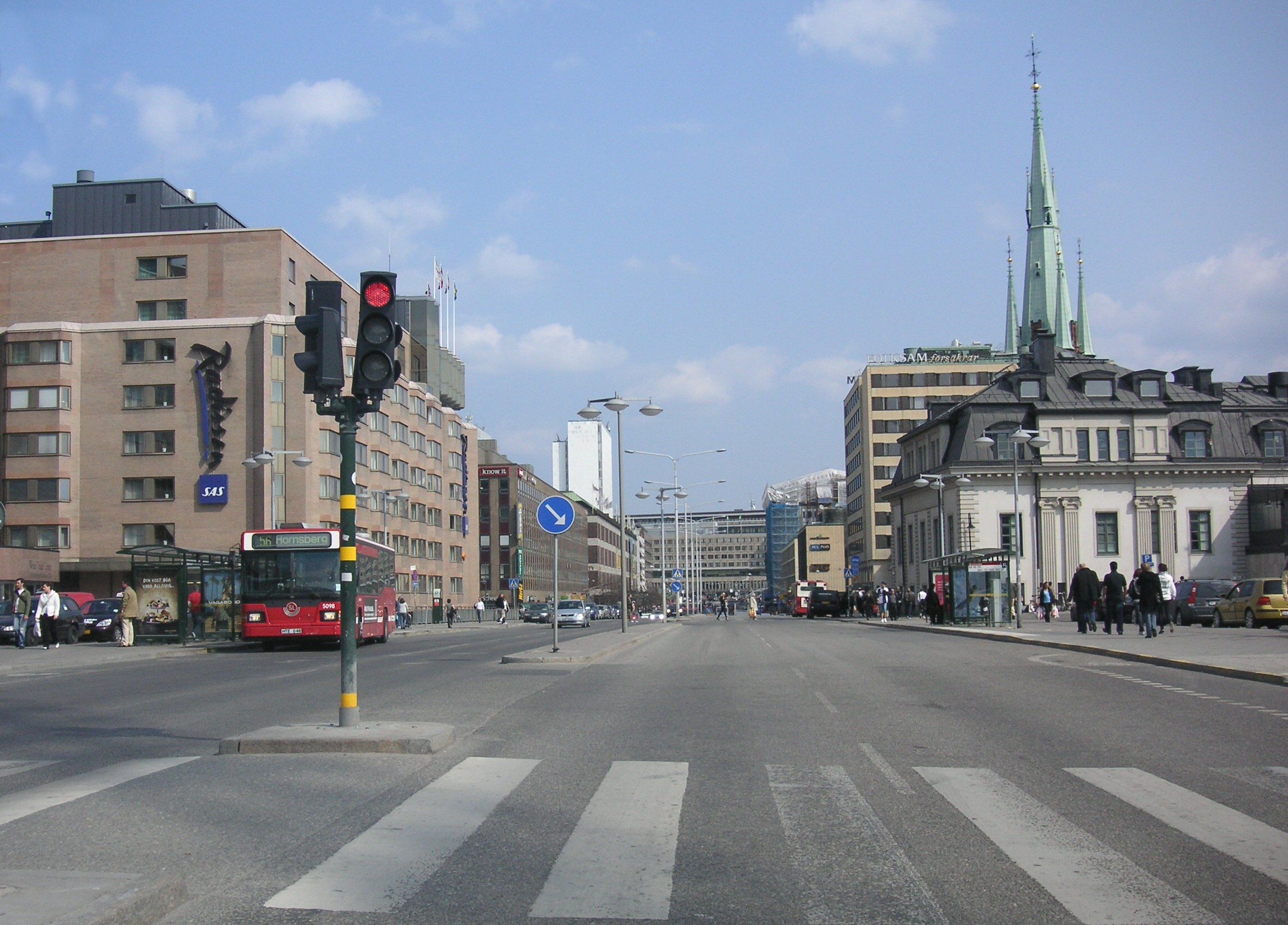
Del av Klarabergsleden: Klarabergsviadukten, vy mot öst och Klarabergsgatan, 2008.

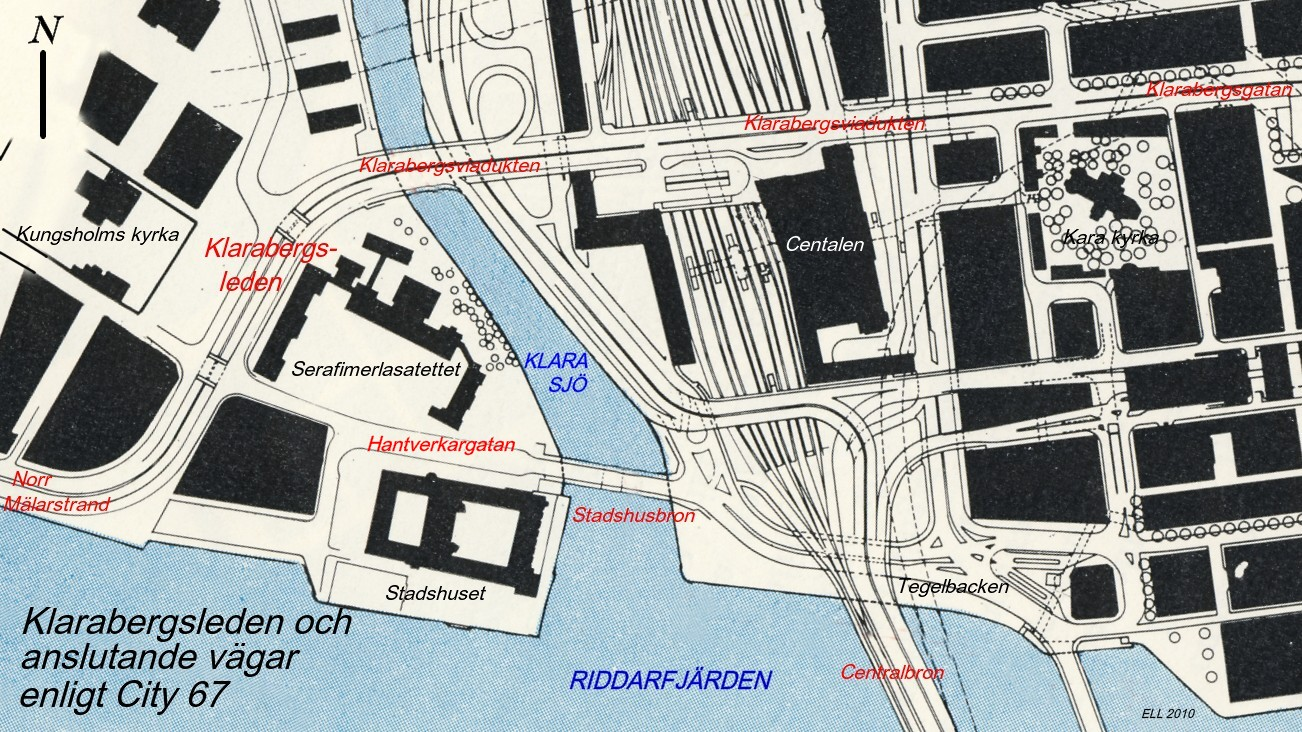
Klarabergsleden enligt "City 67".

För att möta den ökande bilismen efter andra världskriget var Stockholms trafikplanerare inställda på att med en 31 meter bred Klarabergsleden skapa en västlig-östlig huvudtrafikpulsåder vars delar skulle utgöras av en breddad Norr Mälarstrand, Klarabergsviadukten, Klarabergsgatan och en breddad Hamngatan. I Norr Mälarstrands västra del skulle leden fortsätta i Rålambshovsleden och i Hamngatans östra del skulle den ansluta till Strandvägen och Blasieholmsleden. Rålambshovsleden genomfördes på 1930-talet och Hamngatan breddades på 1960-talet. Blasieholmsleden byggdes dock inte och Norr Mälarstrand breddades inte heller.
I ramen för Norrmalmsregleringen och “Citys bilförsörjning” enligt principplanen City 67 visas leden i detalj. Planen var att Klarabergsleden skulle gå från Klarabergsgatan med Klarabergsviadukten över bangården och Klara sjö, genom Serafimerlasarettets område och under Hantverkargatan vidare genom Kungliga Myntets område och där ansluta till Norr Mälarstrand. De västra delarna av Serafimerlasarettet skulle rivas och Samuel Owens gata skulle breddas till 31 meter.
Klarabergsviadukten dimensionerades för den framtida Klarabergsleden, som dock aldrig byggdes. Bron blev därför trafikmässigt överdimensionerad. Vägverkets representanter menade att en avsevärd del av statsbidraget för bygget kunde ha använts på ett bättre sätt.